# Lynsey Addario
Lynsey Addario (* 13. listopadu 1973) je americká fotožurnalistka. Její práce se často zaměřuje na konflikty a otázky lidských práv, zejména na roli žen v tradičních společnostech.

## Životopis
Lynsey Addario se narodila a vyrostla ve Westportu v Connecticutu rodičům Camille a Phillipovi Addariovým, oba italsko-američtí kadeřníci. Vystudovala Staples High School ve Westportu, Connecticut v roce 1991 a Wisconsinskou univerzitu v Madisonu v roce 1995. Je také držitelkou dvou čestných doktorátů, jeden z University of Wisconsin-Madison v humanitních vědách a další z Bates College v Maine.
Addario začala profesionálně fotografovat s Buenos Aires Herald v Argentině v roce 1996, jak sama říká, „bez předchozího fotografického výcviku“. Na konci 90. let se přestěhovala zpět do Spojených států a pracovala na volné noze pro Associated Press v New Yorku, aby se o necelý rok později přestěhovala zpět do Jižní Ameriky. Addario, zaměřená na Kubu a vliv komunismu na veřejnost, si udělala profesní jméno. O několik let později se přestěhovala do Indie, aby fotografovala pro Associated Press a opustila Spojené státy.
Během pobytu v Indii procestovala Nepál, Afghánistán a Pákistán a zaměřila se na humanitární a ženská témata. Po útocích na Světové obchodní centrum v roce 2001 se Addario rozhodla fotografovat Afghánistán a Pákistán za vlády Talibanu.
Během pobytu v Pákistánu zvolila Addario velkou přestávku a vystřídala list The New York Times. Během této doby „využila své pohlaví k tomu, aby se dostala do ženských madrasů, aby zpovídala a fotografovala nejoddanější pákistánské ženy“. Addario se svými fotografovanými subjekty dlouze hovořila a bylo pro ni inspirací, aby fotografii využívala k „rozptýlení stereotypů nebo mylných představ; o prezentaci kontraintuitivního“.
V letech 2003 a 2004 Addario fotografovala válku v Iráku v Bagdádu pro The New York Times. Od té doby se věnovala konfliktům v Afghánistánu, Iráku, Dárfúru, Konžské republice a na Haiti. Popsala příběhy z Blízkého východu a Afriky. V srpnu 2004 obrátila svou pozornost na Afriku se zaměřením na Čad a Súdán.
Fotografovala pro The New York Times, The New York Times Magazine, Time, Newsweek a National Geographic.
V Pákistánu se 9. května 2009 Addario stala účastnicí automobilové nehody, když se vracela do Islámábádu z úkolu v uprchlickém táboře. Utrpěla zlomeninu klíční kosti, další novinář byl zraněn a řidič zahynul.
Addario byla jedním ze čtyř novinářů New York Times, kteří byli pohřešováni v Libyi od 16. do 21. března 2011. The New York Times uvedl 18. března 2011, že Libye souhlasila s osvobozením ji a tří kolegů: Anthonyho Shadida, Stephena Farrella a Tylera Hickse. Libyjská vláda propustila čtyři novináře 21. března 2011. Uvádí, že jí během zajetí libyjskou armádou vyhrožovali smrtí.
V listopadu 2011 napsal The New York Times jménem Addaria stížnost izraelské vládě po obvinění, že ji izraelští vojáci na přechodu Erez prohledávali a zesměšňovali a donutili ji třikrát projít rentgenovým skenerem, přestože věděli, že je těhotná. Addario uvedla, že s ní „nikdy nebylo zacházeno s takovou nehoráznou krutostí“. Izraelské ministerstvo obrany následně vydalo omluvu jak fotografce, tak magazínu The New York Times.
Na rozsáhlé výstavě V Afghánistánu v Nobel Peace Center v norském Oslu byly její fotografie afghánských žen umístěny vedle fotografií Tima Hetheringtona z amerických vojáků v údolí Korangal.
Mezi poslední práce autorky patří celoroční dokument Finding Home o třech syrských uprchlických rodinách a jejich novorozencích bez státní příslušnosti v průběhu jednoho roku, kteří čekají na azyl v Evropě pro Time, The Changing Face of Saudi Women pro National Geographic a „ The Displaced“ pro The New York Times Magazine, reportáž dokumentující životy tří dětí vysídlených z války v Sýrii, na Ukrajině a v Jižním Súdánu. Addario strávila poslední čtyři roky dokumentováním neutěšené situace syrských uprchlíků v Jordánsku, Libanonu, Turecku a Iráku pro The New York Times a zabývala se občanskou válkou v Jižním Súdánu a úmrtností matek v Assamu, Indii a Sierra Leone. pro Time. V roce 2015 vydala Addario své paměti It's What I Do: A Photographer's Life of Love and War a Warner Bros koupila práva na film založený na memoárech, který měl režírovat Steven Spielberg a fotografku měla hrát Jennifer Lawrenceová. V říjnu 2018 také vydala fotografickou knihu s názvem Of Love and War (O lásce a válce).
V březnu 2022 Addario dokumentovala konflikt na Ukrajině pro New York Times.

## Rodina
Addario je vdaná s Paulem de Bendernem, novinářem agentury Reuters. Vzali se v červenci 2009. Mají jednoho syna Lukase (* 2011).

## Publikace autorky
- It's What I Do: A Photographer's Life of Love and War. New York: Penguin, 2015. ISBN 978-1594205378.
- Of Love & War. New York: Penguin, 2018. ISBN 9780525560029

## Ocenění
- 2002: Cena Infinity od Mezinárodního centra fotografie.[28]
- 2008: Grant Getty Images za redakční fotografii za její práci v Dárfúru.
- 2009: MacArthur Fellowship od John D. and Catherine T. MacArthur Foundation.[29]
- 2009: Pulitzerova cena za mezinárodní zpravodajství, jejíž část byla udělena za její práci ve Vazíristánu.[30]
- 2015: American Photo Magazine jmenoval umělkyni jednou z pěti nejvlivnějších fotografů za posledních 25 let a napsal, že „Addario změnila způsob, jakým jsme viděli světové konflikty“
- 2017: Zlatá deska od American Academy of Achievement.[31]